# ITF Manchester
Das ITF Manchester (offiziell: Manchester Trophy) ist ein Tennisturnier der ITF Women’s World Tennis Tour, das in Manchester ausgetragen wird.

## Siegerliste

### Einzel
| Jahr                    | Siegerin                                   | Finalgegnerin                              | Ergebnis                                   |
| ----------------------- | ------------------------------------------ | ------------------------------------------ | ------------------------------------------ |
| ↓ Kategorie: $100.000 ↓ |                                            |                                            |                                            |
| 2017                    | Sarina Dijas                               | Aleksandra Krunić                          | 6:4, 6:4                                   |
| 2018                    | Ons Jabeur                                 | Sara Sorribes Tormo                        | 6:2, 6:1                                   |
| 2019                    | Magda Linette                              | Sarina Dijas                               | 7:61, 2:6, 6:3                             |
| 2020                    | aufgrund der COVID-19-Pandemie ausgefallen | aufgrund der COVID-19-Pandemie ausgefallen | aufgrund der COVID-19-Pandemie ausgefallen |

### Doppel
| Jahr                    | Siegerinnen                                | Finalgegnerinnen                           | Ergebnis                                   |
| ----------------------- | ------------------------------------------ | ------------------------------------------ | ------------------------------------------ |
| ↓ Kategorie: $100.000 ↓ |                                            |                                            |                                            |
| 2017                    | Magdalena Fręch An-Sophie Mestach          | Chang Kai-chen Marina Eraković             | 6:4, 7:65                                  |
| 2018                    | Luksika Kumkhum Prarthana Thombare         | Naomi Broady Asia Muhammad                 | 7:65, 6:3                                  |
| 2019                    | Duan Yingying Zhu Lin                      | Robin Anderson Laura-Ioana Paar            | 6:4, 6:3                                   |
| 2020                    | aufgrund der COVID-19-Pandemie ausgefallen | aufgrund der COVID-19-Pandemie ausgefallen | aufgrund der COVID-19-Pandemie ausgefallen |

## Quelle
- ITF Homepage